# Jordan tại Thế vận hội
Jordan tham gia Thế vận hội lần đầu năm 1980, và đã gửi vận động viên (VĐV) tới toàn bộ các kỳ Thế vận hội Mùa hè kể từ đó. Jordan chưa từng tham dự Thế vận hội Mùa đông, tuy nhiên tại Thế vận hội Mùa đông 1992, Mohamed Hadid, 43 tuổi, đại diện Jordan thi đấu biểu diễn môn trượt tuyết tốc độ.
Jordan giành tấm huy chương Olympic chính thức đầu tiên tại Thế vận hội Mùa hè 2016, khi Ahmad Abughaush đoạt vàng Taekwondo.
Samer Kamal và Ihsan Abu Sheikha đã giành hai huy chương đồng tại Thế vận hội Mùa hè 1988 môn Taekwondo khi Taekwondo mới được giới thiệu tới Thế vận hội.
Ủy ban Olympic quốc gia của Jordan được thành lập năm 1957 và được công nhận bởi Ủy ban Olympic Quốc tế năm 1963.
Trưởng Ủy ban Olympic Jordan hiện nay là Hoàng tử Faisal bin Al Hussein.

## Bảng huy chương

### Thế vận hội Mùa hè
| Thế vận hội         | Số VĐV  | Số VĐV theo môn | Số VĐV theo môn | Số VĐV theo môn | Số VĐV theo môn | Số VĐV theo môn | Số VĐV theo môn | Số VĐV theo môn | Số VĐV theo môn | Số VĐV theo môn | Huy chương | Huy chương | Huy chương | Tổng số |
| Thế vận hội         | Số VĐV  | Điền kinh       | Bắn súng        | Bắn cung        | Bơi lội         | Taekwondo       | Quyền Anh       | Đua ngựa        | Judo            | Ba môn phối hợp |            |            |            | Tổng số |
| ------------------- | ------- | --------------- | --------------- | --------------- | --------------- | --------------- | --------------- | --------------- | --------------- | --------------- | ---------- | ---------- | ---------- | ------- |
| Moskva 1980         | 4       | -               | 4               | -               | -               | -               | -               | -               | -               | -               | 0          | 0          | 0          | 0       |
| Los Angeles 1984    | 5       | 5               | -               | -               | -               | -               | -               | -               | -               | -               | 0          | 0          | 0          | 0       |
| Seoul 1988          | 3       | -               | -               | 1               | -               | 2               | -               | -               | -               | -               | 0          | 0          | 0          | 0       |
| Barcelona 1992      | 5       | 2               | -               | -               | -               | 3               | -               | -               | -               | -               | 0          | 0          | 0          | 0       |
| Atlanta 1996        | 4       | 1               | -               | -               | 3               | -               | -               | -               | -               | -               | 0          | 0          | 0          | 0       |
| Sydney 2000         | 6       | 2               | -               | -               | 2               | 1               | -               | 1               | -               | -               | 0          | 0          | 0          | 0       |
| Athens 2004         | 5       | 1               | -               | -               | 2               | 1               | -               | 1               | -               | -               | 0          | 0          | 0          | 0       |
| Bắc Kinh 2008       | 6       | 2               | 2               | -               | -               | 1               | -               | 1               | -               | -               | 0          | 0          | 0          | 0       |
| Luân Đôn 2012       | 9       | 2               | -               | -               | 2               | 3               | 1               | 1               | -               | -               | 0          | 0          | 0          | 0       |
| Rio de Janeiro 2016 | 8       | 1               | -               | -               | 2               | 1               | 2               | -               | 1               | 1               | 1          | 0          | 0          | 1       |
| Tổng số             | Tổng số | Tổng số         | Tổng số         | Tổng số         | Tổng số         | Tổng số         | Tổng số         | Tổng số         | Tổng số         | Tổng số         | 1          | 0          | 0          | 1       |

### Huy chương theo môn
| Môn thi đấu        | Vàng | Bạc | Đồng | Tổng số |
| ------------------ | ---- | --- | ---- | ------- |
| Taekwondo          | 1    | 0   | 0    | 1       |
| Tổng số (1 đơn vị) | 1    | 0   | 0    | 1       |

## VĐV giành huy chương
| Huy chương | Tên              | Thế vận hội         | Môn thi đấu | Nội dung           |
| ---------- | ---------------- | ------------------- | ----------- | ------------------ |
| Vàng       | Ahmad Abu-Ghaush | Rio de Janeiro 2016 | Taekwondo   | Hạng cân 68 kg nam |